# Harpejji
El harpejji es un instrumento musical de cuerda creado en el año 2007 por Tim Meeks, fundador de Marcodi Musical Products (nombre inspirado en Anthony L. DiMarco, 1921-2007, abuelo materno del inventor). Este instrumento es una derivación de otro llamado StarrBoard, y fue ideado para acortar la brecha en sonido y técnica de ejecución entre la guitarra y el piano. 

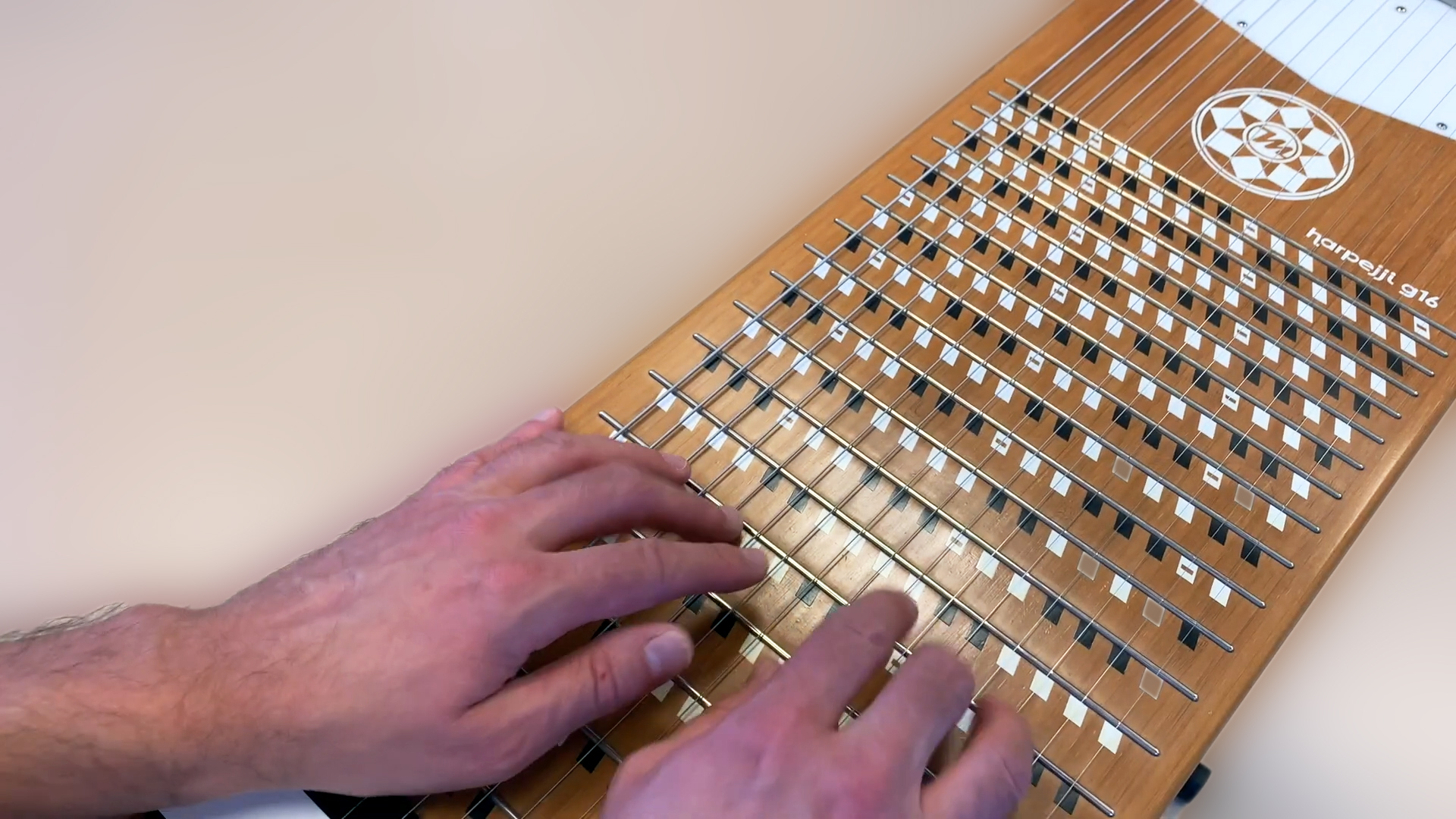
Harpejji

La superficie de ejecución tiene la distribución de un teclado isomórfico, es decir, que tanto los acordes como las escalas que se ejecuten para un determinado tono tendrán una forma ‘geométricamente idéntica’ ejecutados en otros tonos. Ésta es la diferencia principal con el piano y en este aspecto es más similar a una guitarra. Las distintas cuerdas están afinadas a un tono completo entre cada una de ellas y divididas en semitonos ascendentes a medida que se desliza la mano sobre cada cuerda en dirección opuesta a quien ejecuta el instrumento (determinado por la presencia de trastes). En su definición original tiene un rango de seis octavas: desde A0 hasta A5 (es decir, de la nota LA de la primera octava al LA de la sexta octava). 

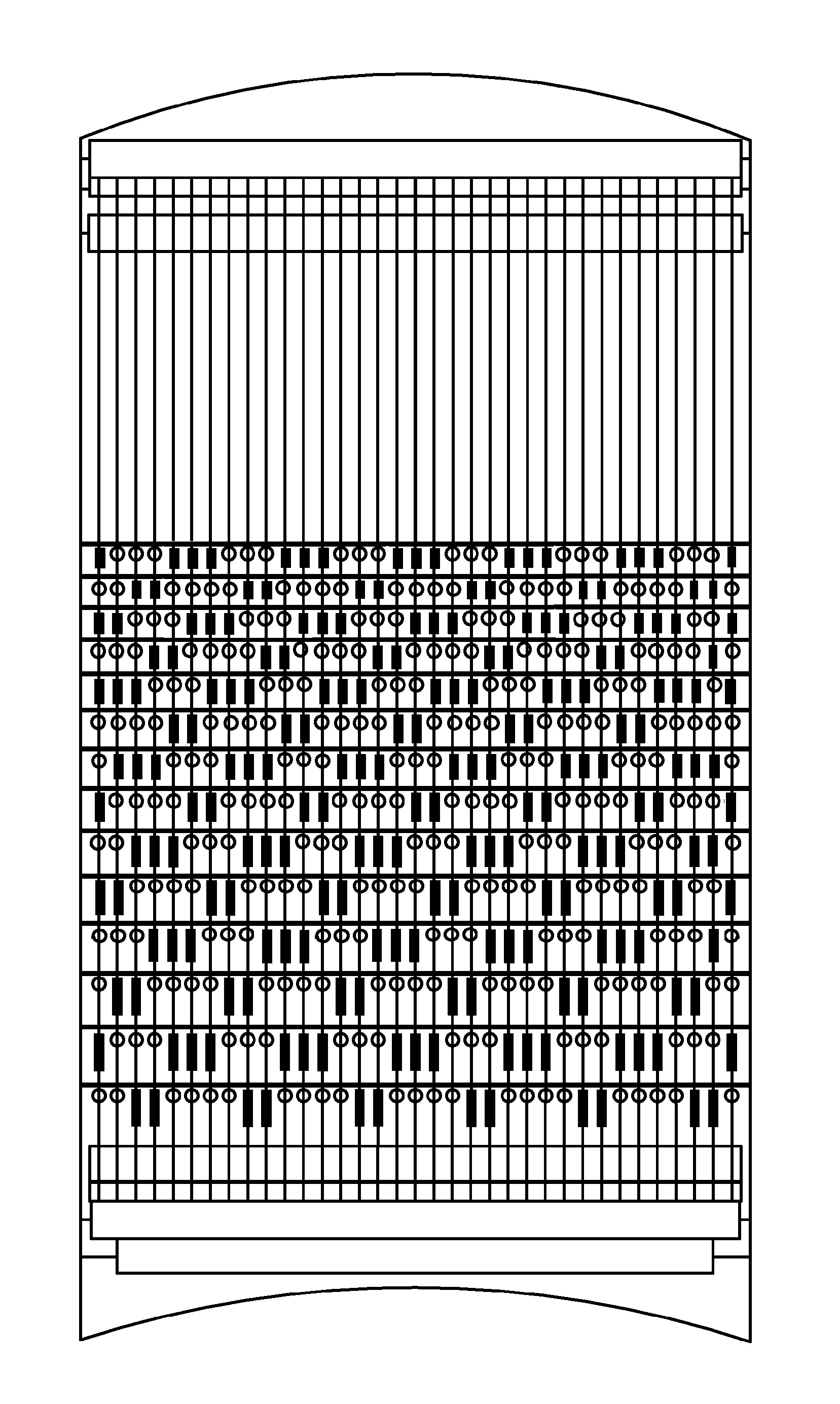
Diagrama de un Harpejji modelo d1

## Modelos
El primer modelo de harpejji fue el d1 y tenía 24 cuerdas. Se produjo desde enero de 2008 hasta mayo de 2010, siendo reemplazado por el modelo k24, también de 24 cuerdas. Este último incluye una actualización importante de la electrónica interna del instrumento, una simplificación del sistema de marcado de trastes en el diapasón, y también su material de construcción: de arce a bambú como madera principal. 
En enero de 2011, apareció el g16, un modelo más pequeño de 16 cuerdas y un rango de 4 octavas: desde C2 hasta C6 (es decir, de la nota DO de la tercera octava hasta el DO de la séptima octava). También se introdujo una salida monoaural. Con el fin de obtener un sonido más limpio y cristalino, todos los modelos de harpejji han sido provistos de un sistema electrónico de silenciamiento, con la intención de amortiguar el sonido de las cuerdas al rozar los trastes, así como otras vibraciones espurias que podrían "ensuciar" de alguna forma su sonido.

## Técnica de ejecución
Al harpejji se lo ejecuta principalmente con la técnica de tapping a dos manos de manera muy similar en concepto al Chapman Stick. A diferencia de lo que sería la ejecución en una guitarra (que requiere la pulsación de cuerdas con una mano y pisarlas con la otra para obtener una determinada nota o acorde), en el harpejji solo se necesita pisarlas o "trastearlas" pudiendo usar una o ambas manos. 
El harpejji y el Chapman Stick son diferentes desde una perspectiva morfológica: el harpejji se toca horizontalmente sobre un soporte como un piano o teclado; en cambio el Chapman Stick se apoya sobre el cuerpo, más parecido a una guitarra. Otra diferencia es que los dedos en el harpejji se ubican de forma paralela a las cuerdas, en cambio el Chapman Stick o la guitarra, de forma perpendicular. 
Una de las características frecuentemente comentadas de este instrumento es su facilidad para ejecutar múltiples notas cualquiera sea la distancia tonal. En efecto, este instrumento permite al músico utilizar sus diez dedos simultáneamente para trastear las cuerdas, permitiendo ejecutar acordes muy complejos y en un rango de intervalos muy amplio al mismo tiempo (aquí se diferencia más de la guitarra, acercándose al piano), pudiéndose abarcar un rango de dos octavas con una sola mano.
Como instrumento de cuerda similar a la guitarra, resulta muy expresivo, pudiendo aplicarse por ejemplo, técnicas de bending, vibratos, etc. Dado que no hace mucho tiempo que este instrumento está al alcance de los músicos, de momento no se ha establecido una pedagogía formal para ejecutarlo. Esto se debe en parte también a un tema de precios, ya que cada unidad de Marcodi cuesta alrededor de USD 2500. Aún así, se están ensayando nuevas técnicas para mejorar la performance de este instrumento.

## Principales ejecutantes y grabaciones
Jim Daneker fue uno de los primeros músicos en adoptar el instrumento e incluso en aparecer públicamente ejecutándolo. Sin embargo, la primera grabación comercial utilizando el harpejii fue en manos de Jordan Rudess para la banda de sonido del videojuego God of War III. Rudess también lo incluyó como un instrumento más de su equipamiento en Dream Theater, quien ya posee 2 sintetizadores, una guitarra tipo lap-steel y un continuum. Stevie Wonder tocó su renombrado éxito "Superstition" en un harpejji de 16 cuerdas en el Billboard Music Awards del año 2012. El ganador del Óscar A. R. Rahman también utilizó un harpejji de 24 cuerdas en un concierto en Chennai, en la India. La banda canadiense Walk off the Earth lo ha utilizado para interpretar la canción Can't Feel My Face junto a Scott Helman el 11 de agosto de 2015. La misma se encuentra en el canal de YouTube de la banda.